# Makilingia lineata
Makilingia lineata är en insektsart som beskrevs av Baker 1924. Makilingia lineata ingår i släktet Makilingia och familjen dvärgstritar. Inga underarter finns listade i Catalogue of Life.